# BT Tower
La BT Tower (in italiano: Torre BT) è una torre di comunicazione situata a Londra, nel quartiere Fitzrovia, di proprietà del BT Group. 
Nota originariamente come GPO Tower, poi Post Office Tower e successivamente come London Telecom Tower, è stata per decenni l'edificio più alto di Londra e di tutto il Regno Unito, primato mantenuto fino al 1980, anno del completamento della Natwest Tower.

## Storia

### Genesi del progetto
La torre fu commissionata nel 1960 dal Ministero dei Lavori Pubblici per ospitare il nuovo General Post Office. Esso all'epoca aveva sede presso l'attiguo Museum Telephone Exchange che, dalla fine degli anni quaranta del Novecento, disponeva di una grande antenna radiofonica utilizzata in seguito anche per trasmettere il primo segnale televisivo tra Londra e Birmingham. 
Al tempo, infatti, il General Post Office era un Dipartimento di Stato che deteneva il monopolio di ogni forma di comunicazione che prevedeva un mittente e un destinatario, pertanto controllò inizialmente anche la gestione del servizio telegrafico, della rete telefonica e, in seguito, di qualsiasi forma di comunicazione.

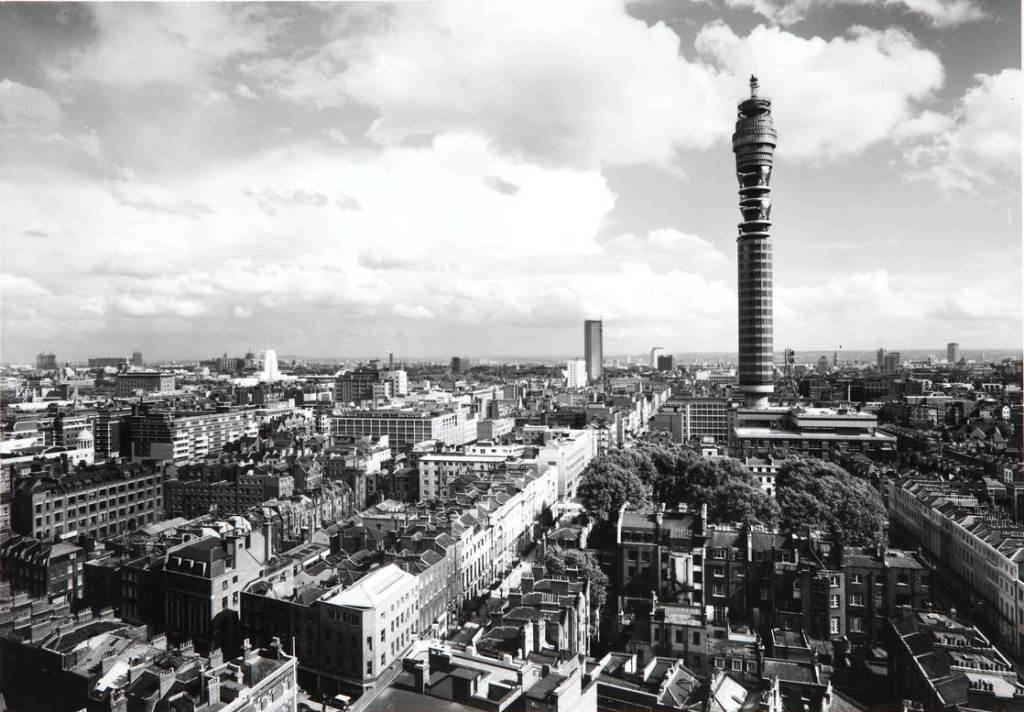
Un'immagine della torre in costruzione nel 1964

Il progetto della nuova torre fu opera dell’architetto Eric Bedford e del suo collaboratore G. Yeats, mentre l’azienda costruttrice che si aggiudicò l’appalto fu la Peter Lind & Co. Ltd. I lavori di costruzione iniziarono nel giugno del 1961 e vennero completati il 15 luglio 1964 per un costo complessivo di quasi nove milioni di sterline.

### L’apertura
L’inaugurazione della GPO Tower avvenne l’8 ottobre 1965 alla presenza del Primo Ministro Harold Wilson e del Postermaster General del General Post Office Anthony Wegwood Benn, che assegnò ufficialmente il codice postale "YTOW" alla nuova struttura ed effettuò la prima chiamata telefonica con le nuove apparecchiature al Lord Mayor di Birmingham. Egli in quest'occasione affermò: « [...] the new General Post Office Tower symbolised 20th century Britain. Lean, practical and futuristic, it epitomised the technical and architectural skills of the second industrial revolution.»
Gli uffici furono operativi a partire dal 19 maggio 1966, due giorni dopo la visita ufficiale della regina Elisabetta II e, malgrado all'epoca la telefonia fosse connessa principalmente via cavo, grazie alla innovativa tecnologia installata venne inaugurata anche una rete di diffusione aerea di microonde radio tale da consentire di effettuare fino a 150.000 telefonate contemporaneamente, oltre alla trasmissione del segnale radiotelevisivo e, grazie alla antenna radar presente sulla sommità, anche informazioni relative alla sicurezza aerea di strategica importanza durante la Guerra Fredda. 
Divenuta presto il simbolo più avveniristico della capitale britannica, nel primo anno di gestione la moderna torre ospitò poco meno di un milione di visitatori, grazie anche al celebre ristorante panoramico rotante dell’ultimo piano.
A partire dal 1968 la torre ospitò una serie di competizioni sportive che prevedevano l’ascesa a piedi percorrendo gli 842 gradini delle scale, tra cui si ricorda la prima edizione a cui partecipò la squadra della University City of London e quella della Edinburgh University tenutasi il 18 aprile dello stesso anno.
Nel 1969 il General Post Office venne abolito e i suoi beni vennero trasferiti alla Post Office Corporation, pertanto la torre venne rinominata Post Office Tower.

### L’attentato
Nell'autunno del 1971 la torre subì un rovinoso attentato rivendicato inizialmente dalla Provisional IRA e in seguito dalla Angry Brigade, un gruppo anarchico: un ordigno presumibilmente nascosto nei bagni del ristorante panoramico esplose alle 4:30 del mattino del 1º novembre.
I danni furono ingenti, tutte le vetrate del trentatreesimo piano andarono in frantumi e oltre la metà del rivestimento perimetrale in acciaio fu completamente sventrato dalla deflagrazione, che lasciò una voragine aperta sul vuoto; gran parte dei detriti precipitarono al suolo, tuttavia non vi furono feriti o vittime e la struttura portante non presentò compromissioni per la propria stabilità. 
Per circa due anni il ristorante rimase chiuso e, seppur ripristinato a seguito dei lavori di ricostruzione seguendo il progetto originale, cessò definitivamente l’attività nel 1980, allo scadere della licenza e con la sua chiusura terminò anche l’ingresso al pubblico, che fino ad allora contò un flusso di 4.632.822 visitatori.

### Ristrutturazioni e riaperture
Nel 1981 il monopolio delle telecomunicazioni cessò e la Post Office Corporation fu scorporata in due enti distinti: Post Office e British Telecom, pertanto l'edificio fu nuovamente rinominato London Telecom Tower e sottoposto a un primo riammodernamento. Da allora la torre, vista la sua crescente importanza strategica come centro di trasmissione dati e di telecomunicazioni, non fu più accessibile al pubblico per ragioni di sicurezza.
Nei primi anni duemila la torre è stata acquistata dal BT Group, nuovamente riammodernata e rinominata BT Tower. Essa è sede del Network Switching Centre, autorità che sovrintende al traffico radiofonico, televisivo, informatico e satellitare di tutto il Regno Unito, nonché sede di uffici e di alcune emittenti radiofoniche.

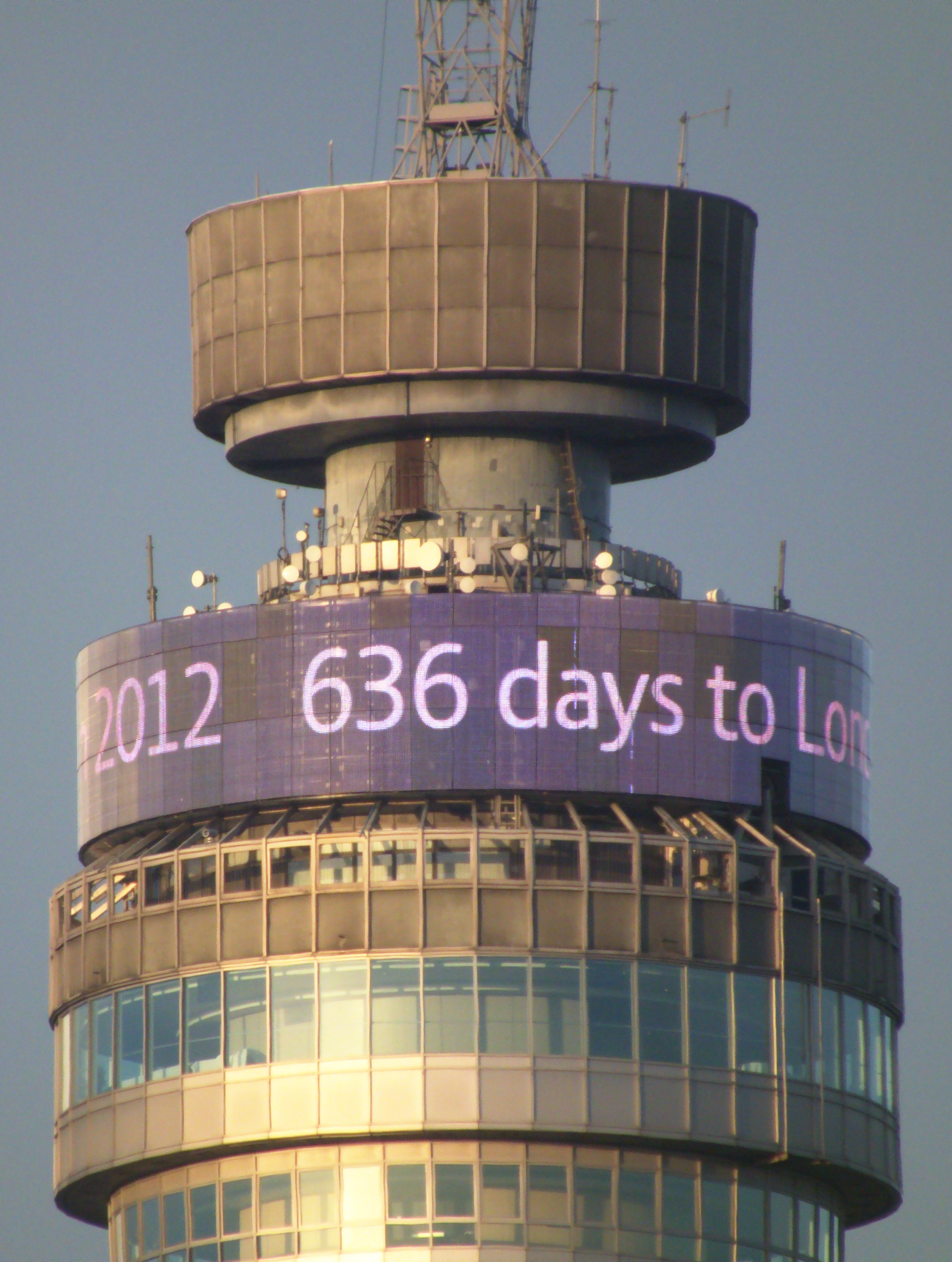
Lo schermo elettronico che mostra il conto alla rovescia per le Olimpiadi del 2012 nell'ottobre 2010

Il 31 ottobre 2009 lo schermo installato sulla sommità iniziò a riportare il conto alla rovescia del numero di giorni che mancavano all’inizio delle Olimpiadi del 2012, in occasione delle quali era stata annunciata anche la contestuale riapertura del ristorante panoramico all’ultimo piano; tuttavia nel 2010 tale decisione è stata revocata.
Nell’ottobre del 2015, in occasione del cinquantenario della torre, il trentaquattresimo piano è stato riaperto al pubblico per due giorni e saltuariamente è accessibile per alcuni eventi aziendali e di beneficenza.

## Descrizione

### Architettura
Progettata dall’architetto inglese Eric Bedford, questa struttura si distingue rispetto alle innumerevoli altre analoghe nel mondo per la sua capacità di coniugare la funzionalità di una torre all'estetica di un edificio. Ciò si percepisce principalmente nella sezione inferiore che, a differenza dei tronconi in cemento armato di altre torri, ospita invece locali abitabili destinati a uffici. 
Essa si erge per 191 metri complessivi e 37 piani, con una struttura portante cilindrica in cemento armato al suo interno ed è caratterizzata dalla sovrapposizione di moduli cilindrici rivestiti da pannelli in acciaio e vetro, per un totale di circa 50.000 metri quadri di superficie vetrata. Le sue fondazioni sono costituite da un grande plinto troncopiramidale in cemento che poggia su una gettata di calcestruzzo armato di un metro di spessore e di circa 27 metri quadrati di superficie, realizzata a 52 metri di profondità. 
La prima sezione cilindrica della torre al di sopra del basamento su cui sorge misura 12 metri di diametro, 55 metri di circonferenza e ospita 15 piani destinati a uffici.

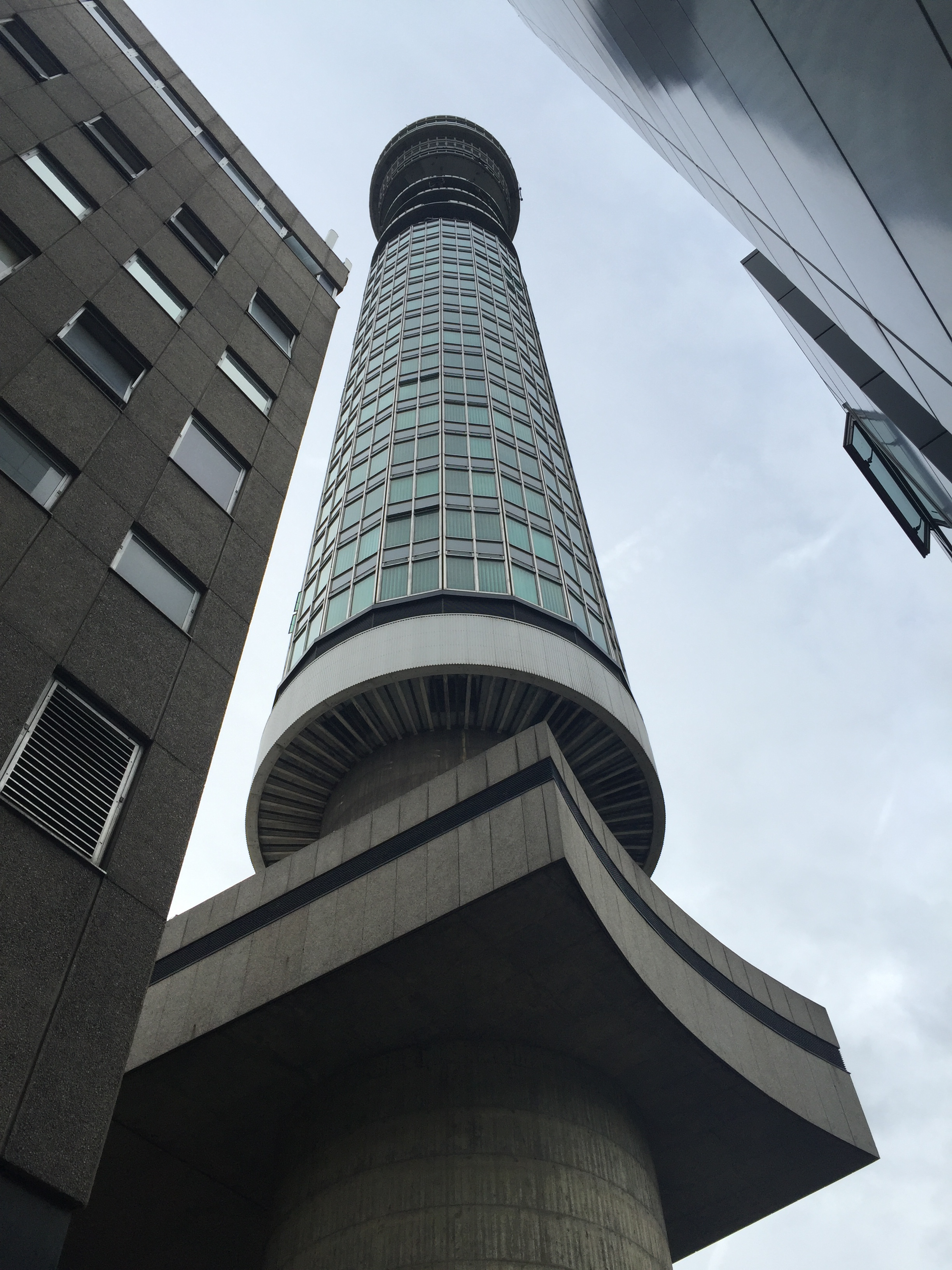
La torre vista da sotto

Al di sopra di essa c’è una sezione di 35 metri di altezza caratterizzata da cinque livelli di terrazze circolari interamente destinate all’alloggiamento permanente di svariati dispositivi come antenne, ripetitori, proiettori luminosi e gran parte dei fari stroboscopici per il traffico aereo. Questa sezione della torre non presenta alcun rivestimento esterno e, lasciando filtrare l'aria, contribuisce a ridurre la resistenza al carico del vento, garantendo un'ottimale stabilità della struttura.
La parte sommitale è costituita da un modulo cilindrico aggettante più largo che misura circa 20 metri di diametro, scandito da 6 piani che ospitano gli uffici direzionali e locali tecnici di servizio. In corrispondenza del 34º piano vi è la sezione più sporgente che tuttora ruota lentamente su se stessa in senso orario e che originariamente ospitava il celebre ristorante panoramico Top of the Tower, chiuso nel 1980. Attualmente ospita una sala panoramica destinata saltuariamente a eventi aziendali e compie un giro completo ogni 26 minuti.
A coronamento di questa struttura, tra il 36º e il 37º piano, è installato un grande schermo elettronico che riporta il logo BT Group e altre immagini a rotazione; esso è il più grande schermo curvo a led mai costruito e conta ben 529.750 led disposti in 177 bande verticali e occupa un’area complessiva di 280 metri quadri per una circonferenza di 57 metri.
Al di sopra di esso vi è un ulteriore modulo cilindrico più piccolo di circa 12 metri di diametro su cui è installata la guglia costituita da un traliccio metallico con antenna di circa 15 metri di altezza che ha sostituito la prima antenna, che era dotata anche di trasmettitore radar.
All’interno della torre due nuovi ascensori, installati nel 2009, raggiungono la cima dell'edificio in circa 30 secondi, percorrendo la distanza a una velocità di 7 metri al secondo e, grazie a una speciale legge deroga del Parlamento, possono essere utilizzati anche in caso di incendio per evacuare l'intero edificio.

### Tecnologia
La BT Tower è il centro di trasmissione dati più grande e importante del Regno Unito, fulcro di una vastissima rete di comunicazione di dati che riceve e trasmette circa il 95% di tutti i contenuti radiofonici, telefonici e televisivi britannici, comprese le trasmissioni televisive in diretta, i collegamenti satellitari e l'emissione dei segnali delle più recenti tecnologie HD, 3D e 4K, per un totale di circa 18.000 ore di contenuti giornalieri, ventiquattr'ore al giorno. 
Gran parte della trasmissione dati è effettuata tramite l'utilizzo di fibre ottiche ma l'apparato tecnologico presente nella BT Tower consente anche la trasmissione di 25 stazioni radiofoniche utilizzando la tecnologia LoRaWAN e inoltre nel settembre 2016 la torre è diventata la struttura più alta del mondo a ospitare una stazione base IoT, come parte della rete Things Connected lanciata a Londra nel 2015, che consente anche la trasmissione Wi-Fi per le sue innumerevoli applicazioni nell'odierna tecnologia.